# Cecilio de Roda
Cecilio de Roda López (Albuñol, c. 1865-Madrid, 1912) fue un crítico musical y musicógrafo español.

## Biografía
Nació en la década de 1860 en la localidad granadina de Albuñol. Dedicado a la crítica musical, en opinión de Francisco Cuenca habría llegado a «figurar a la cabeza de los musicógrafos españoles». Impartió conferencias y escribió trabajos en libros y folletos de crítica y ciencia musical. Director y comisario regio del Conservatorio de Madrid, fue autor de títulos como Sinfonía moderna. Falleció en 1912, el día 27 de noviembre, en Madrid.